# Bruniquel
Bruniquel là một xã trong vùng Occitanie, thuộc tỉnh Tarn-et-Garonne, quận Montauban, tổng Monclar-de-Quercy. Tọa độ địa lý của xã là 44° 03' vĩ độ bắc, 01° 39' kinh độ đông. Bruniquel nằm trên độ cao trung bình là 130 mét trên mực nước biển, có điểm thấp nhất là 90 mét và điểm cao nhất là 382 mét. Xã có diện tích 33,20 km², dân số vào thời điểm 1999 là 561 người; mật độ dân số là 16 người/km².

## Thông tin nhân khẩu
| 1962 | 1968 | 1975 | 1982 | 1990 | 1999 |
| ---- | ---- | ---- | ---- | ---- | ---- |
| 449  | 515  | 478  | 446  | 469  | 561  |